# الركن الأحمر
الركن الأحمر (بالإنجليزية: Red Corner)‏ هو فيلم إثارة وغموض أمريكي صدر سنة 1997، من إخراج جون أفنيت، وكتابة روبرت كينغ، ومن بطولة ريتشارد جير، وباي لينغ، وبرادلي ويتفورد. تدور أحداث الفيلم حول رجل أعمال أمريكي يجد نفسه في محاكمة ظالمة بتهمة القتل في الصين، وأملُه الوحيد في البراءة والحرية هو محامية دفاع من البلد. فاز الفيلم بجائزة حرية التعبير، وجائزة أفضل أداء نسائي لباي لينغ من المجلس الوطني للمراجعة، كما فازت لينغ بجائزة جمعية نقاد أفلام سان دييغو لأفضل ممثلة.

## القصة
رجل الأعمال الأمريكي الثري جاك مور في رحلة عمل إلى الصين، محاولًا إتمام صفقة قمر اصطناعي للاتصالات كجزء من مشروع مشترك مع الحكومة الصينية. قبل أن يتم إتمام الصفقة، يتم توريط مور في جريمة قتل ابنة أحد الجنرالات الصينيين الأقوياء، ليُمنح عقد الأقمار الصناعية لمنافسه، غيرهارد هوفمان.
محامية الدفاع المعينة من قبل المحكمة، شين يويلين، لا تصدق في البداية مزاعم مور بالبراءة، ولكن مع مرور الوقت، يكتشف الاثنان أدلة لا تبرئ مور فقط، بل تكشف تورط شخصيات قوية في الحكومة الصينية المركزية، مما يفضح مؤامرة وفسادًا لا يمكن إنكاره. تنجح شين في إقناع عدة مسؤولين صينيين رفيعي المستوى بالكشف عن أدلة تثبت براءة مور. يتم الإفراج عن مور بسرعة من السجن، بينما يُعتقل المتآمرون الذين تسببوا في توريطه.
في المطار، يطلب مور من شين أن تترك الصين وترافقه إلى أمريكا، لكنها تقرر البقاء، حيث أن القضية قد فتحت عينيها على الظلم المنتشر في الصين. مع ذلك، تعترف بأن لقائها به قد غير حياتها، وأنها الآن تعتبره جزءًا من عائلتها. يتبادلان عناقًا مؤثرًا على مدرج المطار، قبل أن يغادر مور إلى أمريكا.

## طاقم التمثيل
- ريتشارد جير بدور جاك مور
- باي لينغ بدور شين يويلين
- برادلي ويتفورد بدور بوب غيري
- بايرون مان بدور لين دان
- بيتر دونات بدور ديفيد ماك أندروز
- روبرت ستانتون بدور إد برات
- تساي تشين بدور الرئيس شو
- جيمس هونغ بدور لين شو
- تسي ما بدور لي تشانغ
- أولريش ماتشوس بدور غيرهارد هوفمان
- ريتشارد فينشر بدور السفير ريد
- جيسي منغ بدور هونغ لينغ
- روجر يوان بدور هوان مينغلو
- تشي يو لي بدور الجنرال هونغ
- هنري و بدور المدعي العام يانغ
- كينت فولكون بدور حارس البحرية
- جيا ياو لي بدور المدير ليو
- يوكون لو بدور معاون المدير ليو
- روبرت لين بدور مترجم المدير ليو[5]

## الإنتاج
في ديسمبر 1996، أُعلن أن ريتشارد جير سيبدأ تصوير فيلم الركن الأحمر في مارس 1997.
أثناء الإنتاج، رفع المخرج جون أفنيت دعوى قضائية ضد شركة مترو غولدوين ماير بعد أن رفضت التوقيع على الميزانية المعدلة المتفق عليها، والتي بلغت 54 مليون دولار لتصوير الفيلم في لوس أنجلوس، وذلك بعد التخلي عن خطة التصوير في الصين التي كانت تتطلب ميزانية قدرها 49 مليون دولار. كما شملت الاتفاقية الاعتراف بمشاركة أفنيت كمنتج ومخرج، إلى جانب منحه حق الموافقة النهائية على الفيلم.
تم تصوير الركن الأحمر في لوس أنجلوس باستخدام مواقع تصوير مفصلة وتقنيات الصور المنشأة بالحاسوب لإنشاء 3,500 لقطة ثابتة، بالإضافة إلى دقيقتين من لقطات حقيقية تم تصويرها في الصين. ولإضفاء الواقعية على الفيلم، تم استقدام عدد من الممثلين من بكين إلى الولايات المتحدة بتأشيرات تصوير. كما تمت إعادة إنشاء مشاهد المحكمة والسجن بناءً على أوصاف قدمها محامون وقضاة يمارسون المهنة في الصين. أما المقطع المصور الذي يظهر تنفيذ حكم الإعدام بحق سجناء صينيين، فكان مشهدًا حقيقيًا. وقد خاطر الأفراد الذين قدموا هذا الفيديو والأوصاف إلى أفنيت وفريقه بشكل كبير عند تزويدهم بهذه المعلومات.

## الإستقبال
جانيت ماسلين من نيويورك تايمز أشادت بالحبكة التي وصفتها بأنها تحمل طابع هيتشكوك، حيث نجحت في «إعطاء كلمة إدانة معنيين مزدوجين»، ودمجت «الفضول حول الصين مع قيمة الترفيه.»
روجر إيبرت من شيكاغو سن-تايمز وصف الركن الأحمر بأنه «إثارة مصطنعة ومبالغ فيها، صُممت لإبراز استياء ريتشارد جير من الصين الشيوعية، وهو ما يفعله الفيلم بقدر من التشاؤم يطغى على القصة والشخصيات. الصينيون أنفسهم يجيدون هذا النوع من النقد أكثر. فبخلاف أفلام صينية مثل التنين الأزرق فترة عمر، التي تنتقد الصين بمعرفة داخلية وتفاصيل دقيقة، يبدو الركن الأحمر وكأنه فيلم دعائي كاره للأجانب ممزوج بمسلسل بيري ماسون.»
سينثيا لانغستون من مجلة الأفلام الدولية رأت أن الفيلم «غير واقعي إلى حد كبير، مصطنع بشكل مفرط، وهوليوودي بطريقة فجة لدرجة أن غير لا يمكنه أن يتخيل أنه يفتح أعين الناس على المشكلة أو حتى أي باب لحلها.»
كينيث توران في مراجعته على لوس أنجلوس تايمز وصف الفيلم بأنه «ميلودراما بطيئة وغير مثيرة، تعاني أكثر بسبب وهمها بأنها تقول شيئًا ذا أهمية. لكن قصة الرجل الوحيد ضد النظام مبتذلة، والنقاط التي يعتقد الفيلم أنه يبرزها حول العدالة في الصين تعاني من توجه يقترب من كره الأجانب.»
الناقد أندرو أوهير من صالون أشار إلى أن الرسالة الخفية للفيلم «تبتلع قصته، حتى لا يتبقى منه سوى فضيلة غير المتفوقة، ممزوجة برجولته المتفوقة – وكلاهما مقدَّران بشدة من قِبل النساء الصينيات اللاتي يعانيْن من نقص في الخدمات، كما يوحي الفيلم.» كما لفت إلى أن الفيلم يعزز الصور النمطية الغربية عن الإثارة الجنسية للنساء الآسيويات، كما هو الحال في عالم سوزي وونغ.
على موقع روتن توميتوز حصل الفيلم على تقييم 27% بناءً على 22 مراجعة نقدية.
أما مجلة توتال فيلم فمنحت الفيلم 3 من 5 نجوم، ووصفت الركن الأحمر بأنه «فيلم إثارة ذو قوة جزئية، أضعفه الإخراج التقليدي وأداء ريتشارد جير الفاتر. ومع ذلك، فإن الأداء المميز للقادمة الجديدة باي لينغ والنظرة القوية إلى النظام القانوني الصيني الصارم، يمنعان الفيلم من أن يكون مجرد قضية مغلقة.» كما وصفت بعض المشاهد التي تصور القسوة في النظام القانوني الصيني بأنها «مثيرة للتفكير»، بينما اعتبرت باقي الفيلم «ترفيهيًا بدرجة متواضعة.»

## وصلات خارجية
- الركن الأحمر على موقع IMDb (الإنجليزية)
- الركن الأحمر على موقع روتن توميتوز (الإنجليزية)
- الركن الأحمر على موقع نتفليكس (الإنجليزية)
- الركن الأحمر على موقع ألو سيني (الفرنسية)
- الركن الأحمر على موقع Turner Classic Movies (الإنجليزية)
- الركن الأحمر على موقع أول موفي (الإنجليزية)
- الركن الأحمر على موقع بوكس أوفيس موجو (الإنجليزية)
- الركن الأحمر على موقع فيلمافينيتي (الإسبانية)
- الركن الأحمر على موقع قاعدة بيانات الأفلام السويدية (السويدية)
- الركن الأحمر على موقع قاعدة بيانات الفيلم (الإنجليزية)